# Marvin Webb

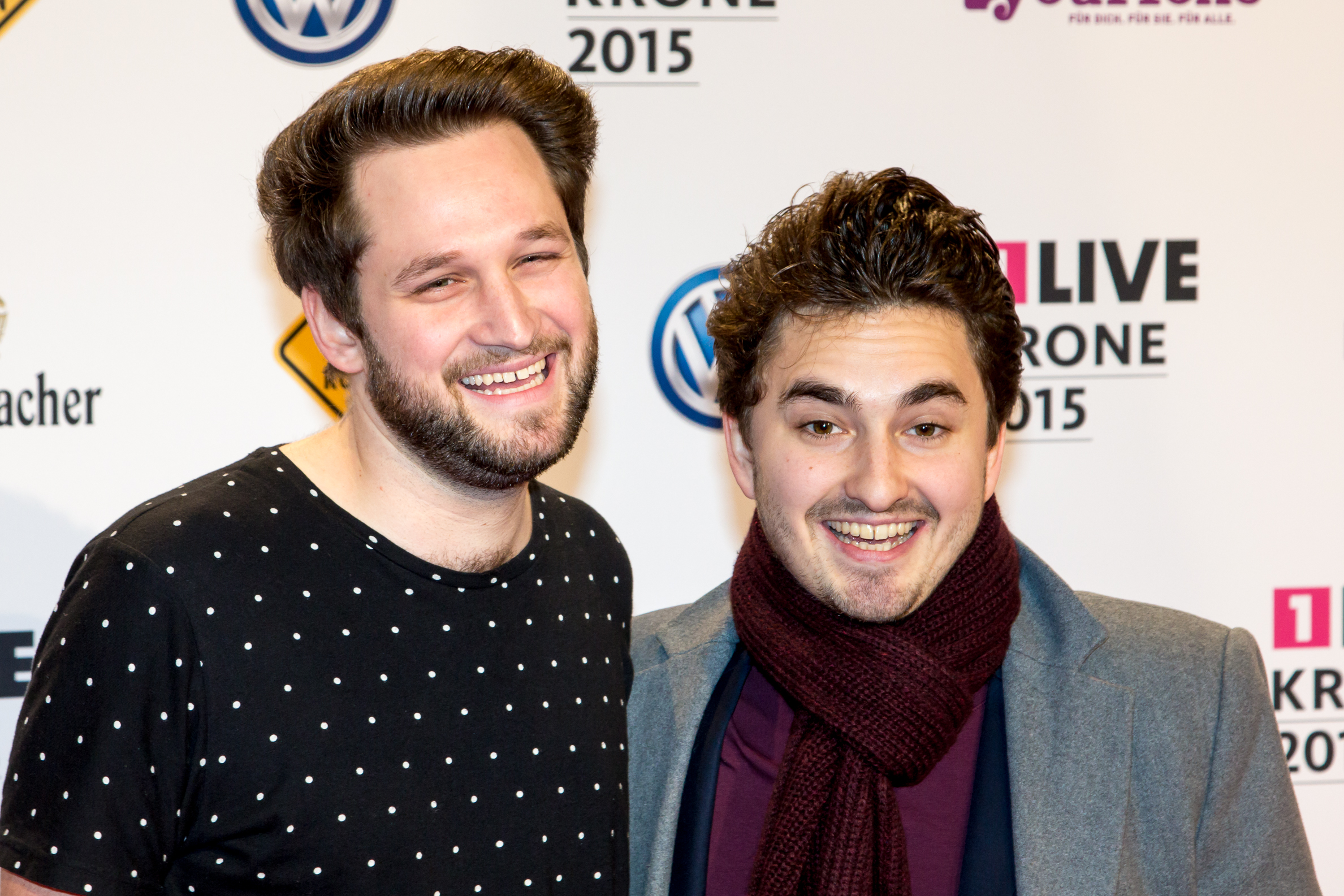
Marvin Webb (links) und Philipp Dittberner bei der 1LIVE Krone 2015

Marvin Webb (* 1992 in Fulda) ist ein deutscher DJ und Musikproduzent aus Hannover, welcher unter dem Künstlernamen Marv bekannt ist.

## Leben
Webb begann laut eigener Aussage im Alter von 16 Jahren mit der Musikproduktion. Seit 2014 arbeitet er mit dem Berliner Sänger Philipp Dittberner zusammen. Anfang 2014 schrieb Dittberner den Song Wolke 4, zu diesem produzierte Webb eine als Remix gedachte Version. Diese gefiel Dittberner so gut, dass beide Künstler fortan den Song gemeinsam produzierten. Laut eigener Aussage der beiden Musiker fand der Kontakt und die Zusammenarbeit ausschließlich über das Internet und Telefon statt, ein persönlicher Kontakt kam nur zwei Mal zustande. Mit dem Song Wolke 4 gewann Dittberner 2014 den Berliner Pilsner Music Awards, einen Wettbewerb für Newcomer der deutschen Musikszene, der im Rahmen der Berlin Music Week stattfand. Daraufhin erhielt der Song einige Aufmerksamkeit und der Radiosender Fritz nahm den Song in seine Rotation auf. Am 16. Januar 2015 wurde Wolke 4 als Single veröffentlicht und erreichte im März 2015 die Top 10 der deutschen Singlecharts sowie die Top 10 der Ö3 Austria Top 40.

## Diskografie

### EPs
- 2020: Nichts fehlt (mit Philipp Dittberner)

### Mixtapes
- 2015: Life Is a Beach – Mixtape #1
- 2016: Sputnik Spring Break 2016
- 2017: Sputnik Spring Break 2017

### Singles
| Jahr | Titel Album  | Höchstplatzierung, Gesamtwochen, AuszeichnungChartplatzierungen (Jahr, Titel, Album, Platzierungen, Wochen, Auszeichnungen, Anmerkungen) | Höchstplatzierung, Gesamtwochen, AuszeichnungChartplatzierungen (Jahr, Titel, Album, Platzierungen, Wochen, Auszeichnungen, Anmerkungen) | Höchstplatzierung, Gesamtwochen, AuszeichnungChartplatzierungen (Jahr, Titel, Album, Platzierungen, Wochen, Auszeichnungen, Anmerkungen) | Anmerkungen                                                                       |
| Jahr | Titel Album  | DE | AT | CH | Anmerkungen                                                                       |
| ---- | ------------ | --- | --- | --- | --------------------------------------------------------------------------------- |
| 2015 | Wolke 4 2:33 | DE7 ×3Dreifachgold · (52 Wo.)DE | AT6 (32 Wo.)AT | CH20 (20 Wo.)CH | Erstveröffentlichung: 16. Januar 2015 mit Philipp Dittberner; Verkäufe: + 600.000 |

Weitere Singles
- 2011: Lustige Mütze
- 2015: Am Ende von Berlin (mit Philipp Dittberner)
- 2019: So kann es weitergehen (mit Philipp Dittberner)
- 2020: Ich frag mich (mit Philipp Dittberner)
- 2020: So kaputt (mit Philipp Dittberner)
- 2020: Chance (mit Philipp Dittberner)
- 2021: Filmriss (mit Philipp Dittberner)
- 2023: Long Nights

### Free-Tracks
- 2013: Small City
- 2013: Dreamers
- 2013: Erste Sonnenstrahlen
- 2013: SoundDive (mit Jay)

### Remixe
- 2013: BΔSTILLE – Pompeii
- 2013: Richard Allan II. – This World
- 2013: William Fitzsimmons – Everything Has Changed
- 2013: Noah – It Breaks Your Heart
- 2013: Flowers Groove – Strange Feelings
- 2013: Roman Nunez – All Night Lets Go
- 2014: Charlotte OC – Colour My Heart
- 2014/2016: Philipp Dittberner – In deiner kleinen Welt
- 2014/2016: Mark Tarmonea – Paradies
- 2017: The Gardener & the Tree – Waterfall
- 2022: Mansfeld – I Wish I Was A DJ